# Neuropeptid

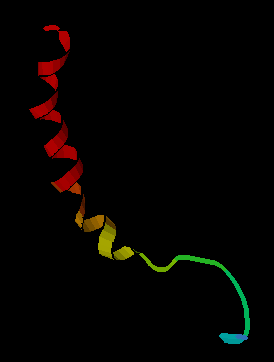
Neuropeptid Y

Neuropeptidy jsou neurální signální peptidy podílející se na regulaci organizmu i vzájemné komunikaci neuronů. Jsou to zároveň emoční prekurzory, prastarého původu, zodpovědné za primární regulační schopnosti všech organizmů s nervovou tkání. Různé neuropeptidy jsou zapojeny v široké škále mozkových funkcí, včetně analgezie, odměny, příjmu potravy, metabolismu, rozmnožování, sociálního chování, učení a paměti.
Neuropeptidy mají vztah k peptidovým hormonům. A naopak, některých případech peptidy, které fungují v periferií těla jako hormony, mají také neurální funkce jako neuropeptidy. Rozdíl mezi neuropeptidem a peptidovým hormonem je závislý na typu buněk, které je uvolňují nebo na ně reagují. Neuropeptidy jsou uvolňovány z nervových buněk, především neuronů, ale i glií. Reprezentují signál k sousedním buňkám, především neuronům, ale i jiným akceptorům. Naopak peptidové hormony jsou vylučovány z neuroendokrinních buněk a putují v krvi do vzdálených tkání, kde vyvolávají reakci. Neuropeptidy a peptidové hormony jsou syntetizovány pomocí stejných enzymů, které zahrnují prohormon konvertázu a karboxypeptidázu, které selektivně štěpí peptidové předchůdce ve specifických  místech  k vytvoření bioaktivního peptidu.

## Výskyt a funkce
Neuropeptidy se četně vyskytují v hypothalamu, produkovány jsou ale neurony v celém CNS, často jako kotransmitery a to preferenčně s některým neurotransmiterem). Presynapticky jsou skladovány ve velkých denzních (dense-core) synaptických vezikulách a působí přes GPCR. V mozku slouží k udržování homeostázy, což zčásti koresponduje s jejich hojnou hypothalamickou lokalizací.
Funkce neuropeptidů:
- regulace příjmu potravy (NPY, Orexin, AgRP, CART)
- regulace bdělosti/spánku a cirkadiánních rytmů (Orexin, VIP)
- o příklady relevantních funkcí NP mimo hypothalamus
- vliv na vnímání bolesti (Substance P, CGRP)
- regulace stresu (CRF a NPY)
- regulace průtoku krve mozkem (VIP, Somatostatin, CGRP)

## Přehled významných neuropeptidů

### Orexin
Hypocretin = hypothalamic incretin. Orexinový systém hypothalamu integruje informace o spánkových a energetických potřebách organismu, má důležitou roli v udržování bdělosti a dysfunkce orexinového systému podkladem narkolepsie (excesivní denní spavost). V souladu s názvem má orexigenní (apetit stimulující) funkce a jeho produkce stimulována ghrelinem („hormon hladu“), uvolňování naopak inhibováno leptinem („hormon sytosti“)

### NPY (Neuropeptid Y)
Aktivita NPY má protektivní účinek vůči působení stresu, tak že tlumí aktivaci sympatiku a v BNST potlačuje excesivní pití alkoholu, neboť v konordinaci s protistresovou rolí NPY, BNST = Bed nucleus striae terminalis jako součástí extended amygdaly) , struktura má úzký vztah k úzkosti, mechanismem inhibice CRF-neuronů. NPY v nucleus arcuatus hypothalamu se účastní regulace příjmu potravy.

### AgRP
(Agouti-related peptide), kde agouti je pruhované zbarvení srsti, výskyt pouze v nucleus arcuatus spolu s NPY. Regulace příjmu potravy, potentní stimulant apetitu a hypoglykémie aktivuje AgRP-neurony. Jeho uvolňování inhibováno leptinem a aktivováno ghrelinem, antagonizuje melanokortinové receptory.

### CART peptidy
CART = Cocaine and amphetamine regulated transcript, v nucleus accumbens souvisí s hedonickými a motivačními účinky stimulantů, vliv na regulaci příjmu potravy via α-MSH (POMC, jeden z možných mechanismů výrazného anorexigenního účinku stimulantů (např. metamfetamin schválen FDA jako léčivo-supresant apetitu v případech morbidní obezity).

### CRF
CRF má vliv na stresové reakce, plní role pro-stresová (antagonizován NPY, viz NPY), přičemž CRF je jedním z faktorů v patogenezi depresivní poruchy. Stojí mimo rámec regulace endokrinní stresové osy HPA (hypothalamus-pituitary-adrenal) během stresu i lokální funkce v mozku, např. v amygdale, hippocampu nebo locus coeruleus.

### Substance P
Důležitá pro nocicepci (vnímání bolesti), zvracení (antagonisté NK1 receptorů potenciální antiemetika. Kotransmi se s GABA v přímé dráze bazálních ganglií (v nepřímé pak enkefalin).

### CGRP
(calcitonin gene related peptide). Hraje roli při nocicepci, vazodilatace a zvýšené hladiny CGRP byly nalezeny při migréně.

### Somatostatin
Somatostatin je produkovaný ve ventromediálním hypothalamu a inhibuje sekreci růstového hormonu adenohypofýzou (viz název). Vazokonstrikce je v rámci neurovaskulárního couplingu. Somatostatin exprimuje druhá největší třída gabaergních neuronů v kůře (axodendritické interneurony)

### VIP
(vazoaktivní intestinální peptid). Plní funkce při modulaco aktivity nucleus suprachiasmaticus (master circadian pacemaker) a je nejen v intestinu ale i v mozku, kde má vazoaktivní roli. Opět vazodilatace je v rámci neurovaskulárního couplingu. VIP exprimován jednou ze tří hlavních skupin kortikálních inhibičních neuronů, která tvoří disinhibiční mikroobvody využívané např. při učení, aktivuje (on-demand) glykogenolýzu v astrocytech

### Cholecystokinin(CCK)
Má souvislost s úzkostí a depresí (mj. v prefrontální kůře a hippocampu)

### Galanin
Galanin ovlivňuje serotonergní systém.

### Opioidní peptidy
Strukturně se jedná o neuropeptidy, ale vzhledem ke specifickým funkcím většinou vyčleňovány do samostatné kategorie (endorfin, enkefalin, dynorfin)